# Neurofibryle
Neurofibryle – białkowe włókienka występujące w perikarionie i wnikające do wypustek neuronu, zbudowane z neurotubuli i neurofilamentów.